# Steatoda
Steatoda is een geslacht van spinnen uit de familie van de kogelspinnen (Theridiidae). Er zijn meer dan 120 soorten.
Tot de steatoda's behoren onder andere de huissteatoda en de grote steatoda.
Deze spinnen hebben alle een robuust lichaam en een smalle lichtgekleurde band aan de voorkant van het abdomen. De steatoda's worden vaak verward met Latrodectus-soorten waartoe de beruchte zwarte weduwe behoort. Daarom worden de Steatoda-soorten ook wel valse weduwen genoemd. De gevolgen van een beet zijn echter minder erg dan bij weduwen, en ook zijn steatoda's niet agressief. Ze zullen alleen bijten als ze in het nauw gebracht worden, bijvoorbeeld onder kleding. Vooral in de Britse pers worden vaak onjuiste sensatieverhalen over 'valse weduwen' gepubliceerd.
Enkele soorten die in Nederland en België voorkomen zijn:
- Steatoda albomaculata – Gevlekte steatoda
- Steatoda bipunctata – Koffieboonspin
- Steatoda castanea – Schorssteatoda
- Steatoda grossa – Grote steatoda
- Steatoda nobilis
- Steatoda triangulosa – Huissteatoda